# Berlin (Schiff, 1906)
Die Berlin war ein bis 1946 unter der Flagge des Deutschen Reiches und danach mit neuem Namen unter der Flagge der Sowjetunion fahrendes Passagierschiff.

## Bau und technische Daten
Das Schiff wurde 1905 als dritter Neubau für die Swinemünder Dampfschiffahrts-A.G. (SwiDAG) bei der Werft Nüscke & Co. in Stettin in Auftrag gegeben. Dort lief es mit der Baunummer 138 im folgenden Jahr vom Stapel. Es war 56,18 m lang und 8,05 m breit, hatte 3,74 m Tiefgang und war mit 503 BRT und 144 NRT vermessen. Die Tragfähigkeit betrug 50 Tonnen. Eine Dreifachexpansionsdampfmaschine mit 850 PS (634 kW) ermöglichte eine Geschwindigkeit von 12,5 Knoten (23 km/h). Die Besatzung bestand aus 22 Mann. Bis zu 120 Deckspassagiere konnten befördert werden.

## Schicksal
Die Berlin wurde im März 1906 in Dienst gestellt. Sie fuhr überwiegend als Seebäderschiff im Liniendienst zwischen Stettin und Swinemünde.
Am 24. Juli 1914 kollidierte das Schiff aufgrund eines Ruderversagens im Papenwasser (Roztoka Odrzańska), kurz vor der Mündung der Oder in das Stettiner Haff, mit dem ihr entgegenkommenden Schlepper Ostsee, der den schwedischen Erzfrachter Porjus (2.989 BRT) im Schlepp hatte. Sie rammte den Schlepper in voller Fahrt mittschiffs und schnitt ihn fast zur Hälfte durch. Der Schlepper sank sehr schnell, und seine sechsköpfige Besatzung konnte sich nur durch den Sprung über Bord retten. Wenige Augenblicke später kam die an der Schlepptrosse hängende Porjus auf und rammte die Berlin steuerbords am Bug. Die Berlin begann daraufhin über ihren Bug ebenfalls zu sinken, aber in dem flachen Wasser geriet nur der vordere Teil des Schiffs unter Wasser. Dennoch sprangen einige der etwa 200 Passagiere aus Furcht über Bord. Die Berlin und die Porjus setzten sofort Boote aus, um die Passagiere und Besatzungsmitglieder des Schiffes in Sicherheit zu bringen und die über Bord Gesprungen einzusammeln. Die beiden herbeigekommenen Dampfer Werner und Sedan übernahmen die Schiffbrüchigen und brachten sie nach Stettin bzw. Swinemünde. Es gab keine Toten.
Die Berlin wurde gehoben, aber zunächst wegen des gerade ausgebrochenen Ersten Weltkriegs aufgelegt und erst später repariert. Während des Weltkriegs kam sie nicht wieder in Fahrt, da der Seebäderdienst eingestellt wurde. Da der kleine Dampfer nicht an die Siegermächte abgeliefert werden musste, konnte er bald nach Kriegsende, nunmehr als Salon-Schnelldampfer bezeichnet, ab 1919 wieder auf seiner alten Linie zwischen Stettin und Swinemünde fahren. 1935 kam das Schiff in den Besitz der Stettiner Dampfschiffs-Gesellschaft J. F. Braeunlich, die bereits 1928 die Mehrheit an der Swinemünder Dampfschiffahrts AG übernommen hatte.
Im Zweiten Weltkrieg wurde das Schiff von der Kriegsmarine beschlagnahmt und einige Zeit lang mit der Bezeichnung H 206 als Hafenschutzboot bei der Hafenschutzflottille Wilhelmshaven eingesetzt. Bereits 1940 gab die Kriegsmarine das Schiff jedoch an die Reederei zurück, die mit der Berlin und der nicht eingezogenen Swinemünde zwischen Stettin und Swinemünde einen bescheidenen Liniendienst mit einer Fahrt täglich aufrechterhielt.
Als sowjetische Truppen im März 1945 in Pommern bis an die Oder vorgedrungen waren und Stettin bedrohten, gelang den noch fahrbereiten Stettiner Schiffen, angeführt von einem Sperrbrecher der Kriegsmarine, in der Nacht des 9. März der Ausbruch über das Haff nach Swinemünde. Die Berlin hatte dabei etwa 1.000 Menschen an Bord, darunter 200 Stettiner Werftarbeiter, die in Swinemünde für die Reparatur von Schiffen benötigt wurden, die im Flüchtlingstransport aus Ostpreußen eingesetzt waren. Hinter der Berlin folgten die Eisbrecher Stettin, Preussen und Pommern. Beim Durchfahren der engen Fahrrinne bei Schwabach und Schwankenheim und ein weiteres Mal bei Stepenitz geriet der Geleitzug unter Artillerie- bzw. Panzerbeschuss durch sowjetische Truppen, ohne allerdings getroffen zu werden. Auch den verheerenden Luftangriff auf Swinemünde am 12. März 1945 überstanden die vier Schiffe, da sie noch rechtzeitig ausgelaufen waren.
In den letzten Kriegswochen war die Berlin dann an der Evakuierung von Flüchtlingen aus Ostpreußen beteiligt. In den letzten Apriltagen 1945 lief das Schiff mit Flüchtlingen an Bord nach Dänemark und erreichte am 3. Mai 1945 Vordingborg. Dort blieb es bis Juli 1945 aufgelegt. Im Juli befand sich das Schiff in Kopenhagen, ab 15. August 1945 in Hamburg.
Am 27. Februar 1946 musste es als Reparationszahlung an die Sowjetunion abgeliefert werden. Nach Instandsetzungs- und Renovierungsarbeiten in der Schiffsreparaturwerft Wismar wurde das Schiff von der Sowjetunion unter dem Namen Pestel, benannt nach dem Dekabristen Pawel Iwanowitsch Pestel (russisch Павел Иванович Пестель, 1793–1826) und als Ersatz für das am 19. Juni 1944 vor Trabzon von dem deutschen U-Boot U 20 versenkte Passagierschiff gleichen Namens noch bis mindestens 1959 in den Küstengewässern des Schwarzen Meers eingesetzt.
1960 wurde das Schiff aus dem Schiffsregister von Lloyds gestrichen.